# Aaliyah Love
Aaliyah Love (Chicago, Illinois; 11 de junio de 1981) es una actriz pornográfica estadounidense.

## Biografía
Love nació en la ciudad de Chicago (Illinois) en junio de 1981, en una familia con ascendencia alemana, lituana y francesa. No se sabe mucho de su vida antes de entrar en la industria del porno, en 2011 a los 30 años de edad.
Al igual que otras tantas actrices que comenzaron con más de treinta años en la industria, por su físico, edad y atributos fue etiquetada como una actriz MILF.
Dos de sus primeros trabajos en el cine porno fueron ATK Perfect Pussy 4 y Slumber Party 11.
Destacan especialmente sus películas de temática lésbica, la mayoría rodadas para Girlfriends Films. Algunos trabajos reseñables de su trabajo son la parodia porno de Game of Bones - Winter is Cumming, She Needs Breaking In o Me and My Girlfriend 1, donde actuó con Celeste Star, Dani Daniels, Jelena Jensen, Samantha Saint y Tori Black.
En 2015 se llevó el Premio XBIZ a la Mejor escena de sexo en película parodia por American Hustle XXX.
Ha trabajado en más de 1200 películas como actriz.

## Premios y nominaciones
| Año  | Ceremonia         | Resultado | Premio                                        | Trabajo                     |
| ---- | ----------------- | --------- | --------------------------------------------- | --------------------------- |
| 2014 | Premios AVN       | Nominada  | Mejor escena de sexo en grupo                 | Party with Rikki Six        |
| 2014 | Premios AVN       | Nominada  | Mejor escena de sexo lésbico en grupo         | Lesbian Fuck Club           |
| 2014 | Premios XBIZ      | Nominada  | Artista lésbica del año                       | —                           |
| 2014 | Premios XBIZ      | Nominada  | Mejor escena de sexo en película lésbica      | Home Alone                  |
| 2015 | Premios AVN       | Ganadora  | Mejor sitio web                               | www.aaliyahlove.com         |
| 2015 | Premios AVN       | Nominada  | Premio fan: Actriz porno favorita             | —                           |
| 2015 | Premios AVN       | Nominada  | Mejor escena de sexo lésbico                  | There's Only One Ryan Ryans |
| 2015 | Premios AVN       | Nominada  | Mejor actriz de reparto                       | American Hustle XXX         |
| 2015 | Premios AVN       | Nominada  | Mejor escena de sexo chico/chica              | Modern Romance              |
| 2015 | Premios AVN       | Nominada  | Mejor escena de sexo lésbico en grupo         | Lesbian Touch               |
| 2015 | Spank Bank Awards | Nominada  | Fun Sized Fuck Bunny                          | —                           |
| 2015 | Premios XBIZ      | Ganadora  | Mejor escena de sexo en película parodia      | American Hustle XXX         |
| 2015 | Premios XBIZ      | Nominada  | Artista femenina del año                      | —                           |
| 2015 | Premios XBIZ      | Nominada  | Mejor actriz en película parodia              | American Hustle XXX         |
| 2015 | Premios XBIZ      | Nominada  | Mejor actriz en película lésbica              | Carrie's Secret             |
| 2016 | Premios AVN       | Nominada  | Mejor sitio web                               | —                           |
| 2016 | Premios AVN       | Nominada  | Premio fan: Mejor culo                        | —                           |
| 2016 | Premios AVN       | Nominada  | Premio fan: Estrella mediática                | —                           |
| 2016 | Premios AVN       | Nominada  | Mejor actuación solo/tease                    | Cherry Spot 3               |
| 2016 | Spank Bank Awards | Nominada  | Fun Sized Fuck Bunny                          | —                           |
| 2016 | Spank Bank Awards | Nominada  | Chica webcam del año                          | —                           |
| 2016 | Spank Bank Awards | Nominada  | Tweeting Twat of the Year                     | —                           |
| 2016 | Premios XBIZ      | Nominada  | Mejor escena de sexo en película de todo sexo | Little Blondes Go Black     |
| 2017 | Premios AVN       | Nominada  | Mejor actriz de reparto                       | New Beginnings              |
| 2017 | Premios AVN       | Nominada  | Premio fan: Estrella mediática                | —                           |
| 2018 | Premios AVN       | Nominada  | Artista MILF/Cougar del año                   | —                           |
| 2018 | Premios AVN       | Nominada  | Mejor actriz de reparto                       | Inner Demons                |
| 2018 | Premios AVN       | Nominada  | Premio fan: MILF más caliente                 | —                           |
| 2018 | Spank Bank Awards | Nominada  | Pussy Phenomenon of the Year                  | —                           |
| 2018 | Spank Bank Awards | Nominada  | Sensational Scissorist                        | —                           |
| 2018 | Premios XBIZ      | Nominada  | Mejor escena de sexo en realidad virtual      | Cutie Pie Cream Pie         |
| 2019 | Premios AVN       | Nominada  | Mejor actriz                                  | Too Little Too Late         |
| 2019 | Premios AVN       | Nominada  | Mejor escena de sexo en grupo                 | Fuck Club                   |
| 2019 | Premios AVN       | Nominada  | Mejor escena de sexo en realidad virtual      | Christmas Bonus             |
| 2019 | Premios AVN       | Nominada  | Premio fan: Mejor sitio web de una actriz     | AaliyahLove.xxx             |
| 2019 | Premios AVN       | Nominada  | Premio fan: MILF más caliente                 | —                           |
| 2020 | Premios XBIZ      | Nominada  | Artista MILF del año                          | —                           |
| 2020 | Premios XBIZ      | Nominada  | Mejor escena de sexo en película parodia      | The Motorbunny Club         |
| 2021 | Premios XBIZ      | Nominada  | Mejor escena de sexo en película lésbica      | Crushing on my Bestie       |
| 2022 | Premios XBIZ      | Nominada  | Artista MILF del año                          | —                           |
| 2023 | Premios XBIZ      | Nominada  | Artista MILF del año                          | —                           |